# Trofee veldrijden
Il Trofee veldrijden (in olandese, letteralmente, Trofeo ciclocross), noto come X2O Badkamers Trofee per ragioni di sponsorizzazione e in passato per i medesimi motivi come Gazet van Antwerpen Trofee, Bpost Bank Trofee e DVV Verzekeringen Trofee, è una competizione di ciclocross maschile e femminile composta da diverse prove che si svolgono in Belgio ogni anno nel periodo compreso tra ottobre e febbraio. È aperto a quattro diverse categorie: uomini Elite, uomini Under-23, donne Elite e donne Juniors, e si svolge ininterrottamente dalla stagione 1987-1988.

Dall'edizione 2012-2013, il modo in cui viene calcolata la classifica generale è cambiato da un sistema a punti (come per la coppa del mondo o il superprestige) all'utilizzo dei tempi di arrivo dei corridori (come una gara a tappe di ciclismo su strada).
Ad ogni gara, inoltre, vengono assegnati, alla fine del primo giro, dei 'bonus' di tempo ai primi tre che passano dal traguardo (15, 10 e 5 secondi assegnati).
Il tempo massimo che un corridore può perdere, in ogni gara, nella classifica generale è di 5 minuti. Quando un corridore non termina una gara o non parte, infatti, gli viene assegnata una perdita di tempo di 5 minuti rispetto al tempo del primo classificato.

## Albo d'oro

### Uomini Elite
Aggiornato all'edizione 2023-2024.
| Anno                       | Vincitore                  | Secondo                    | Terzo                      |
| Gazet van Antwerpen Trofee | Gazet van Antwerpen Trofee | Gazet van Antwerpen Trofee | Gazet van Antwerpen Trofee |
| -------------------------- | -------------------------- | -------------------------- | -------------------------- |
| 1987-1988                  | Rudy De Bie                | Christian Hautekeete       | Yvan Messelis              |
| 1988-1989                  | Guy Van Dijk               | Rudy De Bie                | Dirk Pauwels               |
| 1989-1990                  | Guy Van Dijk               | Wim Lambrechts             | Kurt De Roose              |
| 1990-1991                  | Marc Janssens              | Peter Van Santvliet        | Ludo De Rey                |
| 1991-1992                  | Dirk Pauwels               | Pascal Van Riet            | Guy Van Dijk               |
| 1992-1993                  | Paul Herijgers             | Peter Willemsens           | Staf Van Bouwel            |
| 1993-1994                  | Paul Herijgers             | Danny De Bie               | Peter Willemsens           |
| 1994-1995                  | Paul Herijgers             | Peter Willemsens           | Arne Daelmans              |
| 1995-1996                  | Paul Herijgers             | Peter Willemsens           | Arne Daelmans              |
| 1996-1997                  | Paul Herijgers             | Alex Moonen                | Peter Willemsens           |
| 1997-1998                  | Arne Daelmans              | Danny De Bie               | Peter Willemsens           |
| 1998-1999                  | Marc Janssens              | Arne Daelmans              | Peter Willemsens           |
| 1999-2000                  | Arne Daelmans              | Bart Wellens               | Peter Willemsens           |
| 2000-2001                  | Erwin Vervecken            | Bart Wellens               | Peter Willemsens           |
| 2001-2002                  | Erwin Vervecken            | Peter Van Santvliet        | Bart Wellens               |
| 2002-2003                  | Sven Nys                   | Bart Wellens               | Mario De Clercq            |
| 2003-2004                  | Bart Wellens               | Ben Berden                 | Sven Nys                   |
| 2004-2005                  | Sven Nys                   | Sven Vanthourenhout        | Erwin Vervecken            |
| 2005-2006                  | Sven Nys                   | Bart Wellens               | Erwin Vervecken            |
| 2006-2007                  | Sven Nys                   | Niels Albert               | Richard Groenendaal        |
| 2007-2008                  | Sven Nys                   | Bart Wellens               | Zdeněk Štybar              |
| 2008-2009                  | Sven Nys                   | Bart Wellens               | Zdeněk Štybar              |
| 2009-2010                  | Sven Nys                   | Zdeněk Štybar              | Niels Albert               |
| 2010-2011                  | Sven Nys                   | Zdeněk Štybar              | Kevin Pauwels              |
| 2011-2012                  | Kevin Pauwels              | Zdeněk Štybar              | Sven Nys                   |
| Bpost Bank Trofee          |                            |                            |                            |
| 2012-2013                  | Niels Albert               | Klaas Vantornout           | Kevin Pauwels              |
| 2013-2014                  | Sven Nys                   | Niels Albert               | Tom Meeusen                |
| 2014-2015                  | Wout Van Aert              | Kevin Pauwels              | Sven Nys                   |
| 2015-2016                  | Wout Van Aert              | Kevin Pauwels              | Sven Nys                   |
| DVV Verzekeringen Trofee   |                            |                            |                            |
| 2016-2017                  | Wout Van Aert              | Kevin Pauwels              | Michael Vanthourenhout     |
| 2017-2018                  | Mathieu van der Poel       | Toon Aerts                 | Wout Van Aert              |
| 2018-2019                  | Mathieu van der Poel       | Toon Aerts                 | Michael Vanthourenhout     |
| 2019-2020                  | Eli Iserbyt                | Michael Vanthourenhout     | Mathieu van der Poel       |
| X2O Badkamers Trofee       |                            |                            |                            |
| 2020-2021                  | Eli Iserbyt                | Toon Aerts                 | Michael Vanthourenhout     |
| 2021-2022                  | Toon Aerts                 | Eli Iserbyt                | Michael Vanthourenhout     |
| 2022-2023                  | Eli Iserbyt                | Lars van der Haar          | Michael Vanthourenhout     |
| 2023-2024                  | Lars van der Haar          | Eli Iserbyt                | Michael Vanthourenhout     |

### Donne Elite
Aggiornato all'edizione 2023-2024.
| Anno                        | Vincitrice                 | Seconda                    | Terza                      |
| Gazet van Antwerpen Trofee  | Gazet van Antwerpen Trofee | Gazet van Antwerpen Trofee | Gazet van Antwerpen Trofee |
| --------------------------- | -------------------------- | -------------------------- | -------------------------- |
| 2007-2008                   | Daphny van den Brand       | Reza Hormes-Ravenstijn     | Sanne Cant                 |
| 2008-2009                   | Daphny van den Brand       | Marianne Vos               | Sanne Cant                 |
| 2009-2010                   | Daphny van den Brand       | Sanne Cant                 | Helen Wyman                |
| 2010-2011                   | Sanne Cant                 | Daphny van den Brand       | Helen Wyman                |
| 2011-2012                   | Daphny van den Brand       | Sanne Cant                 | Nikki Harris               |
| Bpost Bank Trofee           |                            |                            |                            |
| 2012-2013                   | Sanne Cant                 | Helen Wyman                | Ellen Van Loy              |
| 2013-2014                   | Sanne Cant                 | Helen Wyman                | Nikki Harris               |
| 2014-2015                   | Ellen Van Loy              | Sanne Cant                 | Sophie de Boer             |
| 2015-2016                   | Sanne Cant                 | Jolien Verschueren         | Helen Wyman                |
| IJsboerke Ladies Trophy     |                            |                            |                            |
| 2016-2017                   | Sanne Cant                 | Thalita de Jong            | Ellen Van Loy              |
| 2017-2018                   | Katherine Compton          | Nikki Brammeier            | Maud Kaptheijns            |
| Sack Zelfbouw Ladies Trophy |                            |                            |                            |
| 2018-2019                   | Sanne Cant                 | Loes Sels                  | Nikki Brammeier            |
| 2019-2020                   | Ceylin del Carmen Alvarado | Annemarie Worst            | Yara Kastelijn             |
| X2O Badkamers Trofee        |                            |                            |                            |
| 2020-2021                   | Lucinda Brand              | Denise Betsema             | Ceylin del Carmen Alvarado |
| 2021-2022                   | Lucinda Brand              | Denise Betsema             | Annemarie Worst            |
| 2022-2023                   | Fem van Empel              | Lucinda Brand              | Ceylin del Carmen Alvarado |
| 2023-2024                   | Fem van Empel              | Lucinda Brand              | Annemarie Worst            |

### Uomini Under-23
Aggiornato all'edizione 2023-2024.
| Anno                       | Vincitore                                    | Secondo                                      | Terzo                                        |
| Gazet van Antwerpen Trofee | Gazet van Antwerpen Trofee                   | Gazet van Antwerpen Trofee                   | Gazet van Antwerpen Trofee                   |
| -------------------------- | -------------------------------------------- | -------------------------------------------- | -------------------------------------------- |
| 2001-2002                  | Wim Jacobs                                   |                                              |                                              |
| 2002-2003                  | Wim Jacobs                                   |                                              |                                              |
| 2003-2004                  | Bart Aernouts                                | Wesley Van Der Linden                        | Kevin Pauwels                                |
| 2004-2005                  | Kevin Pauwels                                | Mariusz Gil                                  | Bart Dirkx                                   |
| 2005-2006                  | Niels Albert                                 | Kevin Pauwels                                | Zdeněk Štybar                                |
| 2006-2007                  | Dieter Vanthourenhout                        | Rob Peeters                                  | Kenny Geluykens                              |
| 2007-2008                  | Tom Meeusen                                  | Jempy Drucker                                | Philipp Walsleben                            |
| 2008-2009                  | Philipp Walsleben                            | Jim Aernouts                                 | Kenneth Van Compernolle                      |
| 2009-2010                  | Tom Meeusen                                  | Jim Aernouts                                 | Jan Denuwelaere                              |
| 2010-2011                  | Lars van der Haar                            | Jim Aernouts                                 | Joeri Adams                                  |
| 2011-2012                  | Lars van der Haar                            | Wietse Bosmans                               | Micki van Empel                              |
| Bpost Bank Trofee          |                                              |                                              |                                              |
| 2012-2013                  | Wietse Bosmans                               | Corné van Kesselt                            | Michael Vanthourenhout                       |
| 2013-2014                  | Wout Van Aert                                | Mathieu van der Poel                         | Laurens Sweeck                               |
| 2014-2015                  | Laurens Sweeck                               | Michael Vanthourenhout                       | Toon Aerts                                   |
| 2015-2016                  | Quinten Hermans                              | Daan Hoeyberghs                              | Nicolas Cleppe                               |
| DVV Verzekeringen Trofee   |                                              |                                              |                                              |
| 2016-2017                  | Eli Iserbyt                                  | Daan Hoeyberghs                              | Gosse van der Meer                           |
| 2017-2018                  | Eli Iserbyt                                  | Yannick Peeters                              | Thomas Joseph                                |
| 2018-2019                  | Niels Derveaux                               | Lander Loockx                                | Andreas Goeman                               |
| 2019-2020                  | Timo Kielich                                 | Yentl Bekaert                                | Niels Vandeputte                             |
| X2O Badkamers Trofee       |                                              |                                              |                                              |
| 2020-2021                  | annullato a causa della pandemia di COVID-19 | annullato a causa della pandemia di COVID-19 | annullato a causa della pandemia di COVID-19 |
| 2021-2022                  | Pim Ronhaar                                  | Thibau Nys                                   | Joran Wyseure                                |
| 2022-2023                  | Joran Wyseure                                | Victor Van De Putte                          | David Haverdings                             |
| 2023-2024                  | Arne Baers                                   | Victor Van De Putte                          | David Haverdings                             |

### Donne Juniors
Aggiornato all'edizione 2022-2023.
| Anno                     | Vincitrice                                   | Seconda                                      | Terza                                        |
| DVV Verzekeringen Trofee | DVV Verzekeringen Trofee                     | DVV Verzekeringen Trofee                     | DVV Verzekeringen Trofee                     |
| ------------------------ | -------------------------------------------- | -------------------------------------------- | -------------------------------------------- |
| 2019-2020                | Fem van Empel                                | Leonie Bentveld                              | Ilse Pluimers                                |
| X2O Badkamers Trofee     |                                              |                                              |                                              |
| 2020-2021                | annullato a causa della pandemia di COVID-19 | annullato a causa della pandemia di COVID-19 | annullato a causa della pandemia di COVID-19 |
| 2021-2022                | Leonie Bentveld                              | Ava Holmgren                                 | Katherine Sarkisov                           |
| 2022-2023                | Isabella Holmgren                            | Ava Holmgren                                 | Lore De Schepper                             |